# 'n Lach in de Ruimte
 'n Lach in de Ruimte is een Nederlandse revue van Joop van den Ende Theaterproducties met André van Duin, Frans van Dusschoten en Ria Valk, die werd opgevoerd in theaterseizoen 1969-1971. Gastoptredens waren er van Gino & Gina Manelli en Nicole Hohloch.
Aanvankelijk zou Van Dusschoten de rol van de komiek op zich nemen, echter werd na een aantal voorstellingen besloten de rollen om te draaien en Van Duin als komiek te laten opdraven, met Van Dusschoten als zijn aangever.

## Rolverdeling
- André van Duin
- Frans van Dusschoten
- Ria Valk
- Gino Manelli
- Gina Manelli
- Nicole
- Joop van den Ende

## Programma
Acte I
- 'n Lach in de ruimte - Proloog
- Kennismaking!!! - Openingssketch
- Ziekenhuisproblemen - Sketch
- Nicole - Solo
- De stofzuigerverkoper - Sketch
- Ria Valk - Solo
- Ongewenste bezoeker - Sketch
- Gino en Gina Manelli - Solo
- Ria Valk en André van Duin presenteren Frans van Dusschoten - Solo
- My fair lady impressies - Lied

Acte II
- 'n Vleugje vakantie uit Tirol - Sketch
  - Amsterdam
  - Oostenrijk
- Gino en Francesco!!! - Solo
- Het top trio - Sketch
- Ria Valk - Solo
- Vreemde gebeurtenissen - Sketch
  - Tenniswedstrijd
  - Gevonden voorwerpen
  - Psychiater
  - Vliegtuig
  - Vakantie
  - Pinguïns
  - De kraamkliniek
- André van Duin - Solo
- Een muzikale groet - Finale

## Trivia
- Producent Joop van den Ende had zelf ook een kleine rol in deze revue, namelijk als ridder in een sketch.
- Dit was de eerste revue van een lange reeks met André van Duin in de hoofdrol.
- Voor zover bekend zijn er van deze revue geen beelden gemaakt en/of bewaard gebleven. Wel is er een single uitgebracht ter promotie van de revue.